# Alcyone
Alcyone nebo Eta Tauri (η Tau / η Tauri) je vícenásobný hvězdný systém v souhvězdí Býka a nejjasnější hvězda hvězdokupy Plejády (M45). Má zdanlivou hvězdnou velikost 2,85 mag a nachází se ve vzdálenosti přibližně 404 světelných let (124 parseků) od Země.

## Charakteristika
Alcyone je systém složený ze čtyř hlavních hvězd. Dominantní složka, Alcyone A, je modrobílý obr spektrální třídy B7III. Její hmotnost je přibližně 3,4–3,8krát vyšší než hmotnost Slunce, průměr je asi 8,2násobkem slunečního průměru a její svítivost dosahuje 2030krát vyšší hodnoty než Slunce. Povrchová teplota je kolem 12 258 K, což hvězdě dává charakteristickou modrobílou barvu.
Alcyone A rotuje vysokou rychlostí, přibližně 149 km/s, což způsobuje zploštění hvězdy na pólech a vytváření plynného disku v jejím okolí. Tento disk je typický pro hvězdy typu Be a je výsledkem kombinace vysoké rychlosti rotace a hvězdného větru.  
Další složky systému zahrnují:
- Alcyone B: hvězdu hlavní posloupnosti spektrální třídy A0V s magnitudou 6,28.
- Alcyone C: hvězdu hlavní posloupnosti spektrální třídy A7V, jejíž jasnost se pohybuje mezi 8,25 a 8,30 mag.
- Alcyone D: hvězdu spektrální třídy F3V s magnitudou 9,15.[3]

Alcyone je obklopena reflexní mlhovinou, která je součástí širšího komplexu mlhoviny v okolí Plejád. Tato mlhovina je osvětlena intenzivním světlem hvězd v Plejádách, což jí dává charakteristický modrý nádech.

## Základní údaje
| Parametr                   | Hodnota                               |
| -------------------------- | ------------------------------------- |
| Hvězdná velikost           | 2,85 mag                              |
| Absolutní hvězdná velikost | −2,19 až −2,94 mag                    |
| Rektascenze (RA)           | 3h47m29,076s                          |
| Deklinace (DEC)            | +24°6′18,488″                         |
| Spektrální třída           | B7III                                 |
| Vzdálenost od Země         | 404 ± 7 světelných let (*124 ± 2 pc*) |
| Hmotnost                   | 3,4–3,8 M☉                            |
| Poloměr                    | 8,2 R☉                                |
| Svítivost                  | 2030 L☉                               |
| Teplota povrchu            | 12 258 K                              |
| Rotační rychlost           | 149 km/s                              |

## Poloha v Plejádách
Alcyone je nejjasnější hvězda hvězdokupy Plejády, která obsahuje stovky mladých modrobílých hvězd. Plejády jsou vzdáleny přibližně 404 světelných let od Země a jsou snadno viditelné pouhým okem.  
Plejády hrají klíčovou roli při studiu evoluce hvězd v otevřených hvězdokupách. Vzhledem k tomu, že hvězdy Plejád jsou mladé (stáří kolem 100 milionů let), slouží jako modelové objekty pro porozumění procesům, jako je tvorba hvězd a dynamika otevřených hvězdokup.

## Etymologie
Název „Alcyone“ pochází z řecké mytologie, kde Alkyoné byla jednou ze sedmi sester, známých jako Plejády, a dcerou Titána Atlanta a Pleione. V mytologii byla Alcyone spojována s klidem na moři a ochranou námořníků.  

## Kulturní význam
Alcyone a hvězdokupa Plejády měly významnou roli v mytologiích mnoha starověkých kultur. Byly považovány za symbol sklizně a plodnosti a sloužily jako orientační bod při navigaci na noční obloze.  